# 葛飾区の町名
本項葛飾区の町名（かつしかくのちょうめい）では、東京都葛飾区に存在する、または過去に存在した町名を一覧化するとともに、明治時代初期以来の区内の町名の変遷について説明する。

## 葛飾区の前史と行政区画の移り変わり
葛飾区は、昭和7年（1932年）10月1日、従前の南葛飾郡奥戸町、本田町（ほんでんちょう）、南綾瀬町、亀青村、金町、新宿町（にいじゅくまち）、水元村の5町2村の区域をもって成立した（当時は東京市の区であった）。以下、明治時代初期から葛飾区成立までの行政区画の変遷について略述する。

### 東京市成立まで
区名に採用されている「葛飾」は、古くは葛餝、勝鹿などとも書き、8世紀の正倉院文書、『万葉集』などにも言及される歴史ある地名で、かつての下総国と武蔵国、現在の東京都（墨田・江東・葛飾・江戸川の各区）、千葉県西部、埼玉県東部（及び茨城県の一部）にまたがる広範な地域を指した地名である。
現在の葛飾区の区域は、かつては武蔵国葛飾郡に属し、近世末には以下の1町38村が存在した。
新宿町（にいじゅくまち）、上小松村、下小松村、奥戸村、奥戸新田、曲金村、細田村、鎌倉新田、上平井村、中平井村、渋江村、四ツ木村、篠原村、宝木塚村、梅田村、川端村、原村、淡之須村（あわのすむら）、立石村、中原村、木ノ下村、上木下川村（かみきねがわむら）、下木下川村、上千葉村、下千葉村、小菅村、小谷野村、堀切村、柳原村、亀有村、青戸村、砂原村、金町村（かなまちむら）、柴又村、上小合村、下小合村、小合新田、猿ヶ又村、飯塚村
なお、上記の町村の中には本村から離れた地区に飛地を有するものもあり、近代以降は荒川放水路の開削に伴う行政界の変更もあって、上記1町38村の範囲は現行の葛飾区の範囲と完全には一致しない。上に挙げた他に、善左衛門村、隅田村、若宮村（以上、現・墨田区のうち）、上一色村（現・江戸川区のうち）の一部も現・葛飾区に含まれている。
明治維新以降、これらの葛飾郡の町村は武蔵知県事の支配を経て、明治2年1月（1869年3月）には小菅県に属した。明治4年7月（1871年8月）、廃藩置県が実施。同年11月（1871年12月）、従来の東京府、品川県、小菅県が廃止されて、新しい東京府が設置され、葛飾郡のうち小菅県管轄だった部分も東京府に編入されることとなった。同じ時期に府内は6大区・97小区に分けられた（いわゆる大区小区制）。明治7年（1874年）3月、区割りが見直され、あらためて11大区・103小区が設置された。後に葛飾区となる区域は、このうちの第11大区第1・4小区に属していた。
その後、郡区町村編制法の施行に伴い、大区小区制は廃止され、明治11年（1878年）11月2日、東京府下に15区6郡（荏原、南豊島、北豊島、東多摩、南足立、南葛飾）が置かれた。後に葛飾区となる区域は、このうちの南葛飾郡に属していた。
明治22年（1889年）、市制・町村制が施行され、東京市（15区からなる）が成立、府下の6郡は、既存の町村が廃置分合（合併）して85町村となった。85町村のうち南葛飾郡に属していたのは1町23村で、このうち現在の葛飾区の区域に該当するのは新宿町、奥戸村、立石村（後の本田村）、南綾瀬村、亀青村、金町村、水元村の1町6村と、平井村、大木村の各一部である。平井村と大木村は、荒川放水路の開削に伴い、大正3年（1914年）に廃止。平井村の区域は奥戸村と小松川町（現・江戸川区）に、大木村の区域は本田村と吾嬬町（現・墨田区）に分割編入された。
その後、以下の4村が葛飾区成立以前に町制を施行している（立石村は改名も）。
- 金町村 - 大正14年（1925年）町制施行して金町となる。
- 立石村 - 昭和3年（1928年）町制施行して本田町となる。（ 明治23年（1890年）本田村（ほんでんむら）に改称。）
- 南綾瀬村 - 昭和3年（1928年）町制施行して南綾瀬町となる。
- 奥戸村 - 昭和5年（1930年）に町制施行して奥戸町となる。

なお、明治22年の町村合併によって成立した新町村とそれ以前の旧町村との対応関係については、飛地等が多数あって煩雑なため、後に節をあらためて説明する。

### 葛飾区成立以降
昭和7年（1932年）10月1日、東京市は周辺の5郡（荏原、北豊島、豊多摩、南足立、南葛飾）に属する82町村を編入し、いわゆる大東京市が成立した。なお、従前の6郡のうち、南豊島郡と東多摩郡が明治29年（1896年）に合併して豊多摩郡となっている。編入された82町村は20区に編成され、東京市は既存の15区と合わせ、35区から構成されることとなった。この時、奥戸町、本田町、南綾瀬町、亀青村、金町、新宿町、水元村の5町2村の区域をもって葛飾区が新設された。
昭和9年（1934年）6月1日、河川の流路変更に伴う足立区との境界変更があり、葛飾区柳原町（全域）と小谷野町（一部）が足立区へ、足立区日ノ出町二丁目（大部分）と伊藤谷本町（一部）が葛飾区へ、それぞれ編入された。
昭和18年（1943年）7月1日、東京府と東京市が廃止されて、新たに東京都が設置された。この時、葛飾区を含む35区は東京都直轄の区となった。昭和22年（1947年）3月15日、35区は22区に再編される（同年8月、板橋区から練馬区が分離して23区）。この時点では葛飾区の区域には変更はなかった。
昭和43年（1968年）4月1日、河川の流路変更に伴う足立区との境界変更で、葛飾区上千葉町（綾瀬駅付近の一部）が足立区へ編入。現綾瀬駅の所在地が葛飾区から足立区へ移る。その後、大規模な変化はなく現代に至っている。

### 明治の大合併前後の町村名
現・葛飾区の区域は、明治22年（1889年）の、市制・町村制施行の時点では、南葛飾郡の新宿町、奥戸村、立石村（後の本田村）、南綾瀬村、亀青村、金町村、水元村の1町6村と、平井村、大木村の各一部に属していた。これら明治22年の町村合併（いわゆる明治の大合併）によって成立した町村と、合併以前の旧町村との対応関係は次のとおりである。
- 新宿町 - 新宿町が単独で町制を継続
- 奥戸村 - 上小松村、下小松村、奥戸村、奥戸新田、曲金村、細田村、鎌倉新田の7村と新宿町飛地、上一色村（現・江戸川区）飛地が合併。
- 立石村 - 渋江村、四ツ木村、篠原村、宝木塚村、梅田村、川端村、原村、淡之須村、立石村、中原村の10村と、青戸村、堀切村、若宮村（村の大部分は現・墨田区）の各一部が合併。ただし、渋江村・四ツ木村・篠原村・川端村の飛地を除く。
- 南綾瀬村 - 上千葉村、下千葉村、小菅村、小谷野村、堀切村（飛地を除く）、柳原村の6村と、砂原村飛地、亀有村飛地、隅田村（現・墨田区）飛地が合併。
- 亀青村 - 亀有村（飛地を除く）、青戸村、砂原村（飛地を除く）の3村と上千葉村飛地が合併。
- 金町村 - 金町村、柴又村の2村が合併。
- 水元村 - 上小合村、下小合村、小合新田、猿ヶ又村、飯塚村の5村が合併。
- 平井村 - 上平井村、中平井村、下平井村が合併して成立したが、荒川放水路の開削に伴い、大正3年（1914年）に廃村。上平井・中平井・下平井の3大字のうち、上平井は奥戸村に、下平井は小松川町（現・江戸川区）にそれぞれ編入、中平井は奥戸村と小松川町に分割編入された。
- 大木村 - 木ノ下村（飛地を除く）、上木下川村（飛地を除く）、下木下川村の3村と、大畑村の一部、須崎村（現墨田区）・請地村（同前）・善左衛門村（同前）・寺島村（同前）・渋江村・川端村の飛地が合併して成立。荒川放水路の開削に伴い、大正3年（1914年）に廃村。木ノ下・上木下川・下木下川の3大字は本田村と吾嬬町（現・墨田区）に分割編入、大字大畑は吾嬬町に編入された。

上記のほか、大正3年（1914年）には、隅田町（現墨田区）の大字隅田と大字善左衛門の各一部が本田村に編入されている（昭和7年、本田若宮町となる）。
明治の大合併以前の旧町村名は、原則として新町村の大字名、さらには葛飾区の町名に継承されている（例:上小松村 → 奥戸村大字上小松 → 奥戸町大字上小松 → 葛飾区上小松町）。ただし、若干例外もあり、曲金村の名称は奥戸村の大字としては継承されたが、葛飾区成立時に高砂町と改称された。奥戸村に編入された新宿町の飛地には諏訪野という新しい大字名が付された。

## 旧町名
葛飾区では、1964年から順次区内の住居表示が実施され、1981年までにほぼ全域の住居表示実施が完了した。なお、住居表示法施行（1962年）以前に町名地番整理が実施された地域も若干ある。
以下は、住居表示・町名地番整理実施以前の、1957年現在の町名と現行町名の対照表である。
※住居表示が1月1日に施行されている場合は、その前年を旧町名の廃止年とした。
| 町名（1957年現在） | 町成立直前の旧地名               | 町の成立年 | 町の廃止年                     | 現町名                                                              | 備考                                                 |
| ------------------ | -------------------------------- | ---------- | ------------------------------ | ------------------------------------------------------------------- | ---------------------------------------------------- |
| 下小松町           | 奥戸町下小松                     | 1932       | 1968                           | 新小岩1〜4、東新小岩1〜4、西新小岩1、奥戸4                          | 1965年一部を江戸川区東小松川4丁目（現・中央4）に編入 |
| 上小松町           | 奥戸町上小松                     | 1932       | 1968                           | 東新小岩1〜8、奥戸4                                                 |                                                      |
| 上平井町           | 奥戸町上平井                     | 1932       | 1968                           | 東新小岩3・5〜8、西新小岩3〜5、奥戸1                                |                                                      |
| 平井中町           | 奥戸町中平井                     | 1932       | 1966                           | 新小岩1、西新小岩1・2                                               |                                                      |
| 奥戸本町           | 奥戸町奥戸                       | 1932       | 1972                           | 奥戸1〜5・7・8、東新小岩6                                           |                                                      |
| 奥戸新町           | 奥戸町奥戸新田                   | 1932       | 1972                           | 高砂1、新小岩4、東新小岩2、奥戸2・4〜9、細田1                       |                                                      |
| 諏訪町             | 奥戸町諏訪野                     | 1932       | 1965                           | 高砂1                                                               | もと新宿町の飛地                                     |
| 本田淡之須町       | 本田町淡之須                     | 1932       | 1967                           | 青戸1〜3、立石6・8                                                  |                                                      |
| 西淡之須町         | 本田町淡之須・青戸               | 1932       | 1966                           | 四つ木5、立石5                                                      |                                                      |
| 本田町             | 本田町本丁                       | 1932       | 1966                           | 四つ木1・2・4・5、東四つ木4、立石1〜4                               |                                                      |
| 本田立石町         | 本田町立石・梅田                 | 1932       | 1972                           | 高砂1、立石1・4・６・７・8、青戸1・3、奥戸7                         |                                                      |
| 本田原町           | 本田町原                         | 1932       | 1965                           | 東立石4                                                             |                                                      |
| 本田渋江町         | 本田町渋江                       | 1932       | 1965                           | 四つ木1〜3、東四つ木1〜4、東立石2・3                                |                                                      |
| 本田川端町         | 本田町川端                       | 1932       | 1965                           | 東四つ木2・4、東立石1〜3                                            |                                                      |
| 本田木根川町       | 本田町上木下川・下木下川・木ノ下 | 1932       | 1965                           | 東四つ木1〜3                                                        | 旧・大木村から編入した区域                           |
| 南立石町           | 本田町立石                       | 1932       | 1965                           | 東立石4                                                             |                                                      |
| 本田梅田町         | 本田町梅田                       | 1932       | 1966                           | 立石2〜5・7                                                         |                                                      |
| 本田中原町         | 本田町中原                       | 1932       | 1967                           | 立石5・6、青戸1〜3・6                                               |                                                      |
| 本田篠原町         | 本田町篠原・立石                 | 1932       | 1966                           | 四つ木4・5、立石2・5、宝町1                                         |                                                      |
| 本田宝木塚町       | 本田町                           | 1932       | 1965                           | 四つ木4・5、お花茶屋1、宝町1・2                                     |                                                      |
| 本田若宮町         | 本田町若宮・善左衛門・隅田       | 1932       | 1972                           | 四つ木3、堀切1                                                      | 現・墨田区内にあった3村の荒川東岸部分                |
| 本田四ツ木町       | 本田町四ツ木                     | 1932       | 1966                           | 四つ木1〜4、立石2                                                   |                                                      |
| 西篠原町           | 本田町篠原・堀切（旧飛地）       | 1932       | 1965                           | 四つ木3・4、宝町1                                                   |                                                      |
| 堀切町             | 南綾瀬町堀切・隅田               | 1932       | 1972                           | 堀切1・2・4・5、宝町1･2                                             |                                                      |
| 小谷野町           | 南綾瀬町小谷野                   | 1932       | 1972                           | 堀切2・4・5                                                         | 1934年一部が足立区へ編入                             |
| 小菅町             | 南綾瀬町小菅                     | 1932       | 1964                           | 堀切4・5、小菅1〜3                                                  |                                                      |
| 上千葉町           | 南綾瀬町上千葉                   | 1932       | 1968                           | 堀切6・7・8、東堀切2・3、小菅3・4、お花茶屋1〜3、西亀有1〜3         | 1968年一部が足立区へ編入                             |
| 下千葉町           | 南綾瀬町下千葉・砂原（旧飛地）   | 1932       | 1965                           | 堀切4〜8、東堀切1・2、小菅2・3、お花茶屋1、宝町2                    |                                                      |
| 砂原町             | 亀青村砂原                       | 1932       | 1966                           | 亀有4、西亀有1〜4、東堀切3                                          | 一部は1957から1966年まで砂原一・二丁目               |
| 青戸町一〜四丁目   | 亀青村青戸                       | 1932       | 1967                           | 四つ木5、白鳥1〜4、立石5、青戸2〜8                                  |                                                      |
| 亀有町一〜六丁目   | 亀青村亀有                       | 1932       | 1967                           | 亀有1〜5、お花茶屋1〜3、西亀有1・3、白鳥2・3、青戸8                 | 六丁目は1941年五丁目から分離                         |
| 細田町             | 奥戸町細田・奥戸新田             | 1932       | 1972                           | 高砂1・2・4、細田1〜5、鎌倉1・2                                     |                                                      |
| 鎌倉町             | 奥戸町鎌倉新田                   | 1932       | 1967                           | 高砂4・5、細田4、鎌倉1〜4                                           |                                                      |
| 高砂町             | 奥戸町曲金                       | 1932       | 1966                           | 高砂1〜7、細田3・4、鎌倉3                                           |                                                      |
| 柴又町一〜三丁目   | 金町柴又                         | 1932       | 1967                           | 柴又1・3〜7、金町浄水場                                             |                                                      |
| 金町一〜六丁目     | 金町金町                         | 1932       | 1981住居表示完了（町名は存続） | 金町1〜6、東金町1・3〜8、柴又3、金町浄水場                          |                                                      |
| 新宿町一〜五丁目   | 新宿町                           | 1932       | 1980                           | 高砂5〜8、東金町1、柴又1〜4、金町1・4、新宿1〜6、南水元1            |                                                      |
| 水元小合町         | 水元村下小合                     | 1932       | 1981                           | 水元1・3・4、南水元3・4、東水元1〜3、水元公園、東金町1〜5・8、新宿6 |                                                      |
| 水元小合上町       | 水元村上小合                     | 1932       | 1981                           | 水元4、東水元4、水元公園                                            |                                                      |
| 水元小合新町       | 水元村小合新田                   | 1932       | 1981                           | 水元4・5、東水元5、水元公園                                         |                                                      |
| 水元猿町           | 水元村猿ヶ又                     | 1932       | 1981                           | 水元1・3・5、東水元5・6、西水元1〜5、水元公園                       |                                                      |
| 水元飯塚町         | 水元村飯塚                       | 1932       | 1981                           | 水元1、南水元1・2、西水元1〜3、水元公園                             |                                                      |

住居表示法施行（1962年）以前に町名地番整理が実施された地域
- 砂原町一・二丁目 - 1957年成立、1966年廃止。もとは砂原町の一部。1965・1966年住居表示が実施され、西亀有二・四丁目、亀有四丁目となる。
- 宝町 - 1961年成立。もとは本田宝木塚町、本田篠原町、西篠原町、下千葉町、堀切町の各一部。1972年住居表示が実施され、宝町一・二丁目となる。
- （旧）堀切一〜三丁目 - 1961年成立。もとは堀切町の一部。1963・1964・1972年に住居表示が実施され、新しい堀切一・二・四・五丁目となる。

## 現行行政地名
葛飾区ではほぼ全域において住居表示の実施が完了している。以下は住居表示実施後の町名と、当該住居表示実施直前の旧町名の一覧である。旧町名の後に「（全）」と注記したもの以外は当該旧町域の一部である。
| 町名           | 町名の読み     | 町区域新設年月日 | 住居表示実施年月日                                                                                            | 住居表示実施前の町名等 | 備考 |
| -------------- | -------------- | ---------------- | --- | ---------------------- | ---- |
| 立石一丁目     | たていし       | 1966.12.1        | 本田梅田町（全）、本田立石町、本田町、本田中原町、本田淡之須町、本田四ツ木町、本田篠原町、西淡之須町、青戸町1 |                        |      |
| 立石二丁目     | たていし       | 1966.12.1        | 本田梅田町（全）、本田立石町、本田町、本田中原町、本田淡之須町、本田四ツ木町、本田篠原町、西淡之須町、青戸町1 |                        |      |
| 立石三丁目     | たていし       | 1966.12.1        | 本田梅田町（全）、本田立石町、本田町、本田中原町、本田淡之須町、本田四ツ木町、本田篠原町、西淡之須町、青戸町1 |                        |      |
| 立石四丁目     | たていし       | 1966.12.1        | 本田梅田町（全）、本田立石町、本田町、本田中原町、本田淡之須町、本田四ツ木町、本田篠原町、西淡之須町、青戸町1 |                        |      |
| 立石五丁目     | たていし       | 1966.12.1        | 本田梅田町（全）、本田立石町、本田町、本田中原町、本田淡之須町、本田四ツ木町、本田篠原町、西淡之須町、青戸町1 |                        |      |
| 立石六丁目     | たていし       | 1966.12.1        | 本田梅田町（全）、本田立石町、本田町、本田中原町、本田淡之須町、本田四ツ木町、本田篠原町、西淡之須町、青戸町1 |                        |      |
| 立石七丁目     | たていし       | 1966.12.1        | 本田梅田町（全）、本田立石町、本田町、本田中原町、本田淡之須町、本田四ツ木町、本田篠原町、西淡之須町、青戸町1 |                        |      |
| 立石八丁目     | たていし       | 1966.12.1        | 本田梅田町（全）、本田立石町、本田町、本田中原町、本田淡之須町、本田四ツ木町、本田篠原町、西淡之須町、青戸町1 |                        |      |
| 東立石一丁目   | ひがしたていし | 1965.9.1         | 本田原町（全）、南立石町（全）、本田川端町、本田渋江町、本田立石町                                            |                        |      |
| 東立石二丁目   | ひがしたていし | 1965.9.1         | 本田原町（全）、南立石町（全）、本田川端町、本田渋江町、本田立石町                                            |                        |      |
| 東立石三丁目   | ひがしたていし | 1965.9.1         | 本田原町（全）、南立石町（全）、本田川端町、本田渋江町、本田立石町                                            |                        |      |
| 東立石四丁目   | ひがしたていし | 1965.9.1         | 本田原町（全）、南立石町（全）、本田川端町、本田渋江町、本田立石町                                            |                        |      |
| 東四つ木一丁目 | ひがしよつぎ   | 1965.3.1         | 本田木根川町（全）、本田渋江町、本田川端町、本田町                                                            |                        |      |
| 東四つ木二丁目 | ひがしよつぎ   | 1965.3.1         | 本田木根川町（全）、本田渋江町、本田川端町、本田町                                                            |                        |      |
| 東四つ木三丁目 | ひがしよつぎ   | 1965.3.1         | 本田木根川町（全）、本田渋江町、本田川端町、本田町                                                            |                        |      |
| 東四つ木四丁目 | ひがしよつぎ   | 1965.3.1         | 本田木根川町（全）、本田渋江町、本田川端町、本田町                                                            |                        |      |
| 四つ木一丁目   | よつぎ         | 1965.3.1         | 西篠原町、本田四ツ木町、本田宝木塚町、本田篠原町、本田若宮町、本田渋江町、本田町、西淡之須町、青戸町1         |                        |      |
| 四つ木二丁目   | よつぎ         | 1965.3.1         | 西篠原町、本田四ツ木町、本田宝木塚町、本田篠原町、本田若宮町、本田渋江町、本田町、西淡之須町、青戸町1         |                        |      |
| 四つ木三丁目   | よつぎ         | 1965.3.1         | 西篠原町、本田四ツ木町、本田宝木塚町、本田篠原町、本田若宮町、本田渋江町、本田町、西淡之須町、青戸町1         |                        |      |
| 四つ木四丁目   | よつぎ         | 1965.3.1         | 西篠原町、本田四ツ木町、本田宝木塚町、本田篠原町、本田若宮町、本田渋江町、本田町、西淡之須町、青戸町1         |                        |      |
| 四つ木五丁目   | よつぎ         | 1965.3.1         | 西篠原町、本田四ツ木町、本田宝木塚町、本田篠原町、本田若宮町、本田渋江町、本田町、西淡之須町、青戸町1         |                        |      |

| 町名         | 町名の読み               | 町区域新設年月日 | 住居表示実施年月日                                   | 住居表示実施前の町名等 | 備考 |
| ------------ | ------------------------ | ---------------- | ---------------------------------------------------- | --- | ---- |
| 金町一丁目   | かなまち                 | 1968.1.1         | 金町1〜4、新宿町2・4・5                              | |      |
| 金町二丁目   | かなまち                 | 1968.1.1         | 金町1〜4、新宿町2・4・5                              | |      |
| 金町三丁目   | かなまち                 | 1968.1.1         | 金町1〜4、新宿町2・4・5                              | |      |
| 金町四丁目   | かなまち                 | 1968.1.1         | 金町1〜4、新宿町2・4・5                              | |      |
| 金町五丁目   | かなまち                 | 1968.1.1         | 金町1〜4、新宿町2・4・5                              | |      |
| 金町六丁目   | かなまち                 | 1968.1.1         | 金町1〜4、新宿町2・4・5                              | |      |
| 金町浄水場   | かなまちじょうすいじょう | 1967.9.1         | 金町1、柴又町1                                       | |      |
| 東金町一丁目 | ひがしかなまち           | 1966.9.1         | 金町5（全）、金町3・4・6、水元小合町、新宿町5        | 五丁目53番は1975年2月1日に住居表示実施、直前は水元小合町および（旧）金町六丁目。五丁目54番は1981年10月1日に住居表示実施、直前は（旧）金町六丁目。 |      |
| 東金町二丁目 | ひがしかなまち           | 1966.9.1         | 金町5（全）、金町3・4・6、水元小合町、新宿町5        | 五丁目53番は1975年2月1日に住居表示実施、直前は水元小合町および（旧）金町六丁目。五丁目54番は1981年10月1日に住居表示実施、直前は（旧）金町六丁目。 |      |
| 東金町三丁目 | ひがしかなまち           | 1966.9.1         | 金町5（全）、金町3・4・6、水元小合町、新宿町5        | 五丁目53番は1975年2月1日に住居表示実施、直前は水元小合町および（旧）金町六丁目。五丁目54番は1981年10月1日に住居表示実施、直前は（旧）金町六丁目。 |      |
| 東金町四丁目 | ひがしかなまち           | 1966.9.1         | 金町5（全）、金町3・4・6、水元小合町、新宿町5        | 五丁目53番は1975年2月1日に住居表示実施、直前は水元小合町および（旧）金町六丁目。五丁目54番は1981年10月1日に住居表示実施、直前は（旧）金町六丁目。 |      |
| 東金町五丁目 | ひがしかなまち           | 1966.9.1         | 金町5（全）、金町3・4・6、水元小合町、新宿町5        | 五丁目53番は1975年2月1日に住居表示実施、直前は水元小合町および（旧）金町六丁目。五丁目54番は1981年10月1日に住居表示実施、直前は（旧）金町六丁目。 |      |
| 東金町六丁目 | ひがしかなまち           | 1966.9.1         | 金町5（全）、金町3・4・6、水元小合町、新宿町5        | 五丁目53番は1975年2月1日に住居表示実施、直前は水元小合町および（旧）金町六丁目。五丁目54番は1981年10月1日に住居表示実施、直前は（旧）金町六丁目。 |      |
| 東金町七丁目 | ひがしかなまち           | 1966.9.1         | 金町5（全）、金町3・4・6、水元小合町、新宿町5        | 五丁目53番は1975年2月1日に住居表示実施、直前は水元小合町および（旧）金町六丁目。五丁目54番は1981年10月1日に住居表示実施、直前は（旧）金町六丁目。 |      |
| 東金町八丁目 | ひがしかなまち           | 1966.9.1         | 金町5（全）、金町3・4・6、水元小合町、新宿町5        | 五丁目53番は1975年2月1日に住居表示実施、直前は水元小合町および（旧）金町六丁目。五丁目54番は1981年10月1日に住居表示実施、直前は（旧）金町六丁目。 |      |
| 新宿一丁目   | にいじゅく               | 1968.1.1         | 新宿町1・3（全）、新宿町2・5、水元小合町、水元飯塚町 | |      |
| 新宿二丁目   | にいじゅく               | 1968.1.1         | 新宿町1・3（全）、新宿町2・5、水元小合町、水元飯塚町 | |      |
| 新宿三丁目   | にいじゅく               | 1968.1.1         | 新宿町1・3（全）、新宿町2・5、水元小合町、水元飯塚町 | |      |
| 新宿四丁目   | にいじゅく               | 1968.1.1         | 新宿町1・3（全）、新宿町2・5、水元小合町、水元飯塚町 | |      |
| 新宿五丁目   | にいじゅく               | 1968.1.1         | 新宿町1・3（全）、新宿町2・5、水元小合町、水元飯塚町 | |      |
| 新宿六丁目   | にいじゅく               | 1968.1.1         | 新宿町1・3（全）、新宿町2・5、水元小合町、水元飯塚町 | |      |

| 町名         | 町名の読み   | 町区域新設年月日 | 住居表示実施年月日                                                          | 住居表示実施前の町名等 | 備考 |
| ------------ | ------------ | ---------------- | --------------------------------------------------------------------------- | ---------------------- | ---- |
| 亀有一丁目   | かめあり     | 1966.6.1         | 亀有町3・4（全）、亀有町1・2、砂原町2                                       |                        |      |
| 亀有二丁目   | かめあり     | 1966.6.1         | 亀有町3・4（全）、亀有町1・2、砂原町2                                       |                        |      |
| 亀有三丁目   | かめあり     | 1966.6.1         | 亀有町3・4（全）、亀有町1・2、砂原町2                                       |                        |      |
| 亀有四丁目   | かめあり     | 1966.6.1         | 亀有町3・4（全）、亀有町1・2、砂原町2                                       |                        |      |
| 亀有五丁目   | かめあり     | 1966.6.1         | 亀有町3・4（全）、亀有町1・2、砂原町2                                       |                        |      |
| 西亀有一丁目 | にしかめあり | 1965.12.1        | 砂原町1（全）、砂原町2、砂原町、亀有町1、上千葉町                           |                        |      |
| 西亀有二丁目 | にしかめあり | 1965.12.1        | 砂原町1（全）、砂原町2、砂原町、亀有町1、上千葉町                           |                        |      |
| 西亀有三丁目 | にしかめあり | 1965.12.1        | 砂原町1（全）、砂原町2、砂原町、亀有町1、上千葉町                           |                        |      |
| 西亀有四丁目 | にしかめあり | 1965.12.1        | 砂原町1（全）、砂原町2、砂原町、亀有町1、上千葉町                           |                        |      |
| 青戸一丁目   | あおと       | 1967.6.1         | 青戸町3・4（全）、青戸町1・2、本田淡之須町、亀有町2、本田立石町、本田中原町 |                        |      |
| 青戸二丁目   | あおと       | 1967.6.1         | 青戸町3・4（全）、青戸町1・2、本田淡之須町、亀有町2、本田立石町、本田中原町 |                        |      |
| 青戸三丁目   | あおと       | 1967.6.1         | 青戸町3・4（全）、青戸町1・2、本田淡之須町、亀有町2、本田立石町、本田中原町 |                        |      |
| 青戸四丁目   | あおと       | 1967.6.1         | 青戸町3・4（全）、青戸町1・2、本田淡之須町、亀有町2、本田立石町、本田中原町 |                        |      |
| 青戸五丁目   | あおと       | 1967.6.1         | 青戸町3・4（全）、青戸町1・2、本田淡之須町、亀有町2、本田立石町、本田中原町 |                        |      |
| 青戸六丁目   | あおと       | 1967.6.1         | 青戸町3・4（全）、青戸町1・2、本田淡之須町、亀有町2、本田立石町、本田中原町 |                        |      |
| 青戸七丁目   | あおと       | 1967.6.1         | 青戸町3・4（全）、青戸町1・2、本田淡之須町、亀有町2、本田立石町、本田中原町 |                        |      |
| 青戸八丁目   | あおと       | 1967.6.1         | 青戸町3・4（全）、青戸町1・2、本田淡之須町、亀有町2、本田立石町、本田中原町 |                        |      |
| 白鳥一丁目   | しらとり     | 1966.6.1         | 青戸町1・2、亀有町1・2                                                      |                        |      |
| 白鳥二丁目   | しらとり     | 1966.6.1         | 青戸町1・2、亀有町1・2                                                      |                        |      |
| 白鳥三丁目   | しらとり     | 1966.6.1         | 青戸町1・2、亀有町1・2                                                      |                        |      |
| 白鳥四丁目   | しらとり     | 1966.6.1         | 青戸町1・2、亀有町1・2                                                      |                        |      |

| 町名           | 町名の読み       | 町区域新設年月日 | 住居表示実施年月日                                           | 住居表示実施前の町名等 | 備考 |
| -------------- | ---------------- | ---------------- | ------------------------------------------------------------ | ---------------------- | ---- |
| 新小岩一丁目   | しんこいわ       | 1965.12.1        | 下小松町、平井中町、奥戸新町                                 |                        |      |
| 新小岩二丁目   | しんこいわ       | 1965.12.1        | 下小松町、平井中町、奥戸新町                                 |                        |      |
| 新小岩三丁目   | しんこいわ       | 1965.12.1        | 下小松町、平井中町、奥戸新町                                 |                        |      |
| 新小岩四丁目   | しんこいわ       | 1965.12.1        | 下小松町、平井中町、奥戸新町                                 |                        |      |
| 西新小岩一丁目 | にししんこいわ   | 1966.3.1         | 平井中町、上平井町、下小松町                                 |                        |      |
| 西新小岩二丁目 | にししんこいわ   | 1966.3.1         | 平井中町、上平井町、下小松町                                 |                        |      |
| 西新小岩三丁目 | にししんこいわ   | 1966.3.1         | 平井中町、上平井町、下小松町                                 |                        |      |
| 西新小岩四丁目 | にししんこいわ   | 1966.3.1         | 平井中町、上平井町、下小松町                                 |                        |      |
| 西新小岩五丁目 | にししんこいわ   | 1966.3.1         | 平井中町、上平井町、下小松町                                 |                        |      |
| 東新小岩一丁目 | ひがししんこいわ | 1966.3.1         | 上小松町、下小松町、上平井町、奥戸新町、奥戸本町             |                        |      |
| 東新小岩二丁目 | ひがししんこいわ | 1966.3.1         | 上小松町、下小松町、上平井町、奥戸新町、奥戸本町             |                        |      |
| 東新小岩三丁目 | ひがししんこいわ | 1966.3.1         | 上小松町、下小松町、上平井町、奥戸新町、奥戸本町             |                        |      |
| 東新小岩四丁目 | ひがししんこいわ | 1966.3.1         | 上小松町、下小松町、上平井町、奥戸新町、奥戸本町             |                        |      |
| 東新小岩五丁目 | ひがししんこいわ | 1966.3.1         | 上小松町、下小松町、上平井町、奥戸新町、奥戸本町             |                        |      |
| 東新小岩六丁目 | ひがししんこいわ | 1966.3.1         | 上小松町、下小松町、上平井町、奥戸新町、奥戸本町             |                        |      |
| 東新小岩七丁目 | ひがししんこいわ | 1966.3.1         | 上小松町、下小松町、上平井町、奥戸新町、奥戸本町             |                        |      |
| 東新小岩八丁目 | ひがししんこいわ | 1966.3.1         | 上小松町、下小松町、上平井町、奥戸新町、奥戸本町             |                        |      |
| 奥戸一丁目     | おくど           | 1968.8.1         | 奥戸本町、奥戸新町、上小松町、下小松町、本田立石町、上平井町 |                        |      |
| 奥戸二丁目     | おくど           | 1968.8.1         | 奥戸本町、奥戸新町、上小松町、下小松町、本田立石町、上平井町 |                        |      |
| 奥戸三丁目     | おくど           | 1968.8.1         | 奥戸本町、奥戸新町、上小松町、下小松町、本田立石町、上平井町 |                        |      |
| 奥戸四丁目     | おくど           | 1968.8.1         | 奥戸本町、奥戸新町、上小松町、下小松町、本田立石町、上平井町 |                        |      |
| 奥戸五丁目     | おくど           | 1972.2.1         | 奥戸本町、奥戸新町、上小松町、下小松町、本田立石町、上平井町 |                        |      |
| 奥戸六丁目     | おくど           | 1972.2.1         | 奥戸本町、奥戸新町、上小松町、下小松町、本田立石町、上平井町 |                        |      |
| 奥戸七丁目     | おくど           | 1972.2.1         | 奥戸本町、奥戸新町、上小松町、下小松町、本田立石町、上平井町 |                        |      |
| 奥戸八丁目     | おくど           | 1972.2.1         | 奥戸本町、奥戸新町、上小松町、下小松町、本田立石町、上平井町 |                        |      |
| 奥戸九丁目     | おくど           | 1972.2.1         | 奥戸本町、奥戸新町、上小松町、下小松町、本田立石町、上平井町 |                        |      |

| 町名       | 町名の読み | 町区域新設年月日 | 住居表示実施年月日                                                  | 住居表示実施前の町名等 | 備考 |
| ---------- | ---------- | ---------------- | ------------------------------------------------------------------- | ---------------------- | ---- |
| 高砂一丁目 | たかさご   | 1965.8.1         | 諏訪町（全）、高砂町、新宿町3、本田立石町、奥戸新町、細田町、鎌倉町 |                        |      |
| 高砂二丁目 | たかさご   | 1965.8.1         | 諏訪町（全）、高砂町、新宿町3、本田立石町、奥戸新町、細田町、鎌倉町 |                        |      |
| 高砂三丁目 | たかさご   | 1965.8.1         | 諏訪町（全）、高砂町、新宿町3、本田立石町、奥戸新町、細田町、鎌倉町 |                        |      |
| 高砂四丁目 | たかさご   | 1965.8.1         | 諏訪町（全）、高砂町、新宿町3、本田立石町、奥戸新町、細田町、鎌倉町 |                        |      |
| 高砂五丁目 | たかさご   | 1965.8.1         | 諏訪町（全）、高砂町、新宿町3、本田立石町、奥戸新町、細田町、鎌倉町 |                        |      |
| 高砂六丁目 | たかさご   | 1965.8.1         | 諏訪町（全）、高砂町、新宿町3、本田立石町、奥戸新町、細田町、鎌倉町 |                        |      |
| 高砂七丁目 | たかさご   | 1965.8.1         | 諏訪町（全）、高砂町、新宿町3、本田立石町、奥戸新町、細田町、鎌倉町 |                        |      |
| 高砂八丁目 | たかさご   | 1965.8.1         | 諏訪町（全）、高砂町、新宿町3、本田立石町、奥戸新町、細田町、鎌倉町 |                        |      |
| 柴又一丁目 | しばまた   | 1967.9.1         | 柴又町2・3（全）、柴又町1、新宿町4、金町1・2                        |                        |      |
| 柴又二丁目 | しばまた   | 1967.9.1         | 柴又町2・3（全）、柴又町1、新宿町4、金町1・2                        |                        |      |
| 柴又三丁目 | しばまた   | 1967.9.1         | 柴又町2・3（全）、柴又町1、新宿町4、金町1・2                        |                        |      |
| 柴又四丁目 | しばまた   | 1967.9.1         | 柴又町2・3（全）、柴又町1、新宿町4、金町1・2                        |                        |      |
| 柴又五丁目 | しばまた   | 1967.9.1         | 柴又町2・3（全）、柴又町1、新宿町4、金町1・2                        |                        |      |
| 柴又六丁目 | しばまた   | 1967.9.1         | 柴又町2・3（全）、柴又町1、新宿町4、金町1・2                        |                        |      |
| 柴又七丁目 | しばまた   | 1967.9.1         | 柴又町2・3（全）、柴又町1、新宿町4、金町1・2                        |                        |      |
| 鎌倉一丁目 | かまくら   | 1966.3.1         | 鎌倉町、細田町、高砂町                                              |                        |      |
| 鎌倉二丁目 | かまくら   | 1966.3.1         | 鎌倉町、細田町、高砂町                                              |                        |      |
| 鎌倉三丁目 | かまくら   |                  | 鎌倉町、細田町、高砂町                                              |                        |      |
| 鎌倉四丁目 | かまくら   | 1967.6.1         | 鎌倉町、細田町、高砂町                                              |                        |      |
| 細田一丁目 | ほそだ     | 1972.2.1         | 細田町、鎌倉町、高砂町、奥戸新町                                    |                        |      |
| 細田二丁目 | ほそだ     | 1972.2.1         | 細田町、鎌倉町、高砂町、奥戸新町                                    |                        |      |
| 細田三丁目 | ほそだ     | 1966.3.1         | 細田町、鎌倉町、高砂町、奥戸新町                                    |                        |      |
| 細田四丁目 | ほそだ     | 1966.3.1         | 細田町、鎌倉町、高砂町、奥戸新町                                    |                        |      |
| 細田五丁目 | ほそだ     | 1972.2.1         | 細田町、鎌倉町、高砂町、奥戸新町                                    |                        |      |

| 町名           | 町名の読み     | 町区域新設年月日 | 住居表示実施年月日                                                   | 住居表示実施前の町名等 | 備考 |
| -------------- | -------------- | ---------------- | -------------------------------------------------------------------- | ---------------------- | ---- |
| 堀切一丁目     | ほりきり       | 1972.12.1        | 堀切町（全）、小谷野町（全）、上千葉町、下千葉町、小菅町、本田若宮町 |                        |      |
| 堀切二丁目     | ほりきり       | 1972.12.1        | 堀切町（全）、小谷野町（全）、上千葉町、下千葉町、小菅町、本田若宮町 |                        |      |
| 堀切三丁目     | ほりきり       | 1972.12.1        | 町（全）、小谷野町（全）、上千葉町、下千葉町、小菅町、本田若宮町     |                        |      |
| 堀切四丁目     | ほりきり       | 1964.8.1         | 堀切町（全）、小谷野町（全）、上千葉町、下千葉町、小菅町、本田若宮町 |                        |      |
| 堀切五丁目     | ほりきり       | 1963.11.1        | 堀切町（全）、小谷野町（全）、上千葉町、下千葉町、小菅町、本田若宮町 |                        |      |
| 堀切六丁目     | ほりきり       | 1963.11.1        | 堀切町（全）、小谷野町（全）、上千葉町、下千葉町、小菅町、本田若宮町 |                        |      |
| 堀切七丁目     | ほりきり       | 1963.11.1        | 堀切町（全）、小谷野町（全）、上千葉町、下千葉町、小菅町、本田若宮町 |                        |      |
| 堀切八丁目     | ほりきり       | 1965.3.1         | 堀切町（全）、小谷野町（全）、上千葉町、下千葉町、小菅町、本田若宮町 |                        |      |
| 東堀切一丁目   | ひがしほりきり | 1964.8.1         | 上千葉町、下千葉町、砂原町                                           |                        |      |
| 東堀切二丁目   | ひがしほりきり | 1964.8.1         | 上千葉町、下千葉町、砂原町                                           |                        |      |
| 東堀切三丁目   | ひがしほりきり | 1965.12.1        | 上千葉町、下千葉町、砂原町                                           |                        |      |
| お花茶屋一丁目 | おはなぢゃや   | 1964.8.1         | 上千葉町、下千葉町、亀有町1、本田宝木塚町                            |                        |      |
| お花茶屋二丁目 | おはなぢゃや   | 1964.8.1         | 上千葉町、下千葉町、亀有町1、本田宝木塚町                            |                        |      |
| お花茶屋三丁目 | おはなぢゃや   | 1964.8.1         | 上千葉町、下千葉町、亀有町1、本田宝木塚町                            |                        |      |
| 宝町一丁目     | たからまち     | 1972.12.1        | 宝町（全）、堀切町3                                                  |                        |      |
| 宝町二丁目     | たからまち     | 1972.12.1        | 宝町（全）、堀切町3                                                  |                        |      |
| 小菅一丁目     | こすげ         | 1964.8.1         | 小菅町、上千葉町、下千葉町                                           |                        |      |
| 小菅二丁目     | こすげ         | 1964.8.1         | 小菅町、上千葉町、下千葉町                                           |                        |      |
| 小菅三丁目     | こすげ         | 1964.8.1         | 小菅町、上千葉町、下千葉町                                           |                        |      |
| 小菅四丁目     | こすげ         | 1968.4.1         | 小菅町、上千葉町、下千葉町                                           |                        |      |

| 町名         | 町名の読み       | 町区域新設年月日 | 住居表示実施年月日                                           | 住居表示実施前の町名等 | 備考 |
| ------------ | ---------------- | ---------------- | ------------------------------------------------------------ | ---------------------- | ---- |
| 水元一丁目   | みずもと         | 1981.1.1         | 水元猿町、水元飯塚町、水元小合町、水元小合新町、水元小合上町 |                        |      |
| 水元二丁目   | みずもと         | 1981.1.1         | 水元猿町、水元飯塚町、水元小合町、水元小合新町、水元小合上町 |                        |      |
| 水元三丁目   | みずもと         | 1981.1.1         | 水元猿町、水元飯塚町、水元小合町、水元小合新町、水元小合上町 |                        |      |
| 水元四丁目   | みずもと         | 1981.1.1         | 水元猿町、水元飯塚町、水元小合町、水元小合新町、水元小合上町 |                        |      |
| 水元五丁目   | みずもと         | 1981.1.1         | 水元猿町、水元飯塚町、水元小合町、水元小合新町、水元小合上町 |                        |      |
| 水元公園     | みずもとこうえん | 1981.10.1        | 水元小合上町、水元小合町、水元小合新町                       |                        |      |
| 南水元一丁目 | みなみみずもと   | 1981.1.1         | 水元小合町、水元飯塚町、新宿町5                              |                        |      |
| 南水元二丁目 | みなみみずもと   | 1981.1.1         | 水元小合町、水元飯塚町、新宿町5                              |                        |      |
| 南水元三丁目 | みなみみずもと   | 1981.1.1         | 水元小合町、水元飯塚町、新宿町5                              |                        |      |
| 南水元四丁目 | みなみみずもと   | 1981.1.1         | 水元小合町、水元飯塚町、新宿町5                              |                        |      |
| 西水元一丁目 | にしみずもと     | 1981.10.1        | 水元飯塚町、水元猿町                                         |                        |      |
| 西水元二丁目 | にしみずもと     | 1981.10.1        | 水元飯塚町、水元猿町                                         |                        |      |
| 西水元三丁目 | にしみずもと     | 1981.10.1        | 水元飯塚町、水元猿町                                         |                        |      |
| 西水元四丁目 | にしみずもと     | 1981.10.1        | 水元飯塚町、水元猿町                                         |                        |      |
| 西水元五丁目 | にしみずもと     | 1981.10.1        | 水元飯塚町、水元猿町                                         |                        |      |
| 西水元六丁目 | にしみずもと     | 1981.10.1        | 水元飯塚町、水元猿町                                         |                        |      |
| 東水元一丁目 | ひがしみずもと   | 1966.9.1         | 水元小合町、水元小合上町、水元小合新町、水元猿町             |                        |      |
| 東水元二丁目 | ひがしみずもと   | 1966.9.1         | 水元小合町、水元小合上町、水元小合新町、水元猿町             |                        |      |
| 東水元三丁目 | ひがしみずもと   | 1981.10.1        | 水元小合町、水元小合上町、水元小合新町、水元猿町             |                        |      |
| 東水元四丁目 | ひがしみずもと   | 1981.10.1        | 水元小合町、水元小合上町、水元小合新町、水元猿町             |                        |      |
| 東水元五丁目 | ひがしみずもと   | 1981.10.1        | 水元小合町、水元小合上町、水元小合新町、水元猿町             |                        |      |